# Władysław Tarnowski
Contele Władysław Tarnowski (n. 4 iunie 1836, Voroblevîci, Regatul Galiției și Lodomeriei, Imperiul Austriac – d. 19 aprilie 1878, Oceanul Pacific, apele internaționale) a fost un compozitor și pianist polonez; poet și dramaturg.

## Biografie

### Familia
S-a născut la Wróblewice sau Wróblowice ca fiu al lui Walerian Tarnowski (1811–1861), unui proprietar de pământ, și al Ernestyna Tarnowska (1808-1840). Mama lui a murit când avea 4 ani. Władysław avea mai multe surori și frați (Stanisław "Biały" (1838-1909, peisaj pictor), Maria Józefa (1840-1938); și jumătate-frați: Jan Kazimierz (1847-1923), Waleria (1853-1905), Karolina (1855-1944), Juliusz (1857-1932).  A studiat legea și filosofia la Universitatea Jagiellonă din Cracovia (1851-1957) și la Conservatorul din Paris (până în 1863).  A participat la Insurecția poloneză din Ianuarie (din 1863-64). Apoi a studiat la Conservatorul din Leipzig,  și a studiat cu Franz Liszt. 

## Scrieri

#### Muzica pentru pian
- Trois Mazurkas pour Piano, în jurul anului 1870.
- Chart sans paroles, 1870.
- Valse-poeme, 1870.
- Fantazie-Impromptu
- Impromptu „L’adieu de l’artiste”, în jurul anului 1870.
- Souvenir de la Canée,1870.
- Polonez dla Teofila Lenartowicza, 1872
- Grande Polonaise quasi rapsodie symphonique composée et dediée à son ami T. Lenartowicz, 1874.
- Sonate à son ami Br. Zawadzki, în jurul anului 1875.
- Extases au Bosphor, fantasie rapsodie sur les melodies orientales, op. 10, în jurul anului 1875.
- Marsz żałobny z osobnej całości symfonicznej poświęcony pamięci Augusta Bielowskiego, 1876.
- Ave Maria, 1876.
- Pensée funebre.
- Andantino pensieroso, 1878 (publicat după moarte).

##### Nocturnele
- Nocturne dédié à sa soeur Marie,
- Nuit sombre.
- Nuit claire.

#### Muzică de cameră
- Quatour Re-majeur pour Deur Violons, Viola et Violonceller, 1874.
- Fantaisie quasi Sonate.
- Souvenir d’un ange, în jurul anului 1876. [13]

#### Muzică pentru orchestră
- Symfonia d’un drammo d’amore, 1871.
- Karlińscy, 1874.
- Joanna Grey, 1875.
- Achmed oder der Pilger der Liebe veya Achmed, czyli pielgrzym miłości, (operă), 1875.

#### Cântece
- A kto chce rozkoszy użyć, sau Jak to na wojence ładnie, 1863, (versuri de Władysław Tarnowski).
- Herangedämmert kam der Abend, (versuri de Heinrich Heine).
- Die Perle, (versuri de Władysław Tarnowski).
- Die Schwalben, (versuri de Władysław Tarnowski).
- Im Traum sah ich das Lieben, (versuri de Heinrich Heine).
- Ich sank verweint in sanften Schlummer sau Widzenie, (versuri de Władysław Tarnowski).
- Neig, o Schöne Knospe, (versuri de Mirza-Schaffy Vazeh).
- Kennst du die Rosen, în jurul anului 1870, (versuri de Władysław Tarnowski).
- Du Buch mit sieben Siegeln, în jurul anului 1870, (versuri de Ludwig Foglár).
- Ob du nun Ruhst, în jurul anului 1870, (versuri de Ludwig Foglár).
- Klänge Und Schmerzen, în jurul anului 1870, (versuri de Robert Hamerling).
- Nächtliche Regung, în jurul anului 1870, (versuri de Robert Hamerling).
- Strofa dello Strozzi e la risposttadi Michalangelo, (versuri de Filippo Strozzi și Michelangelo).
- Au soleil couchant, (versuri de Victor Hugo), 1873.
- Still klingt das Glöcklein durch Felder, sau Dźwięczy głos dzwonka przez pole, 1874, (versuri de Władysław Tarnowski).
- Alpuhara, 1877, (versuri de Adam Mickiewicz).
- Mein kahn, publicat după 1878, (versuri de Johann von Paümann ps. Hans Max). [14]

#### Dramele
- Izaak, 1871.
- Karlinscy, 1874.
- Joanna Grey, 1874.
- Ostatnie sądy kapturowe, 1874.
- Finita la comedia, 1874.

#### Volumele de poezie
- Poezye studenta (1, 2, 3, 4, 1863-1865).
- Krople czary, 1865.
- Szkice helweckie i Talia, 1868.
- Piołuny, 1869.
- Nowe Poezye, 1872.